# تاج شمالی
تاج شمالی یا کاسهٔ یتیمان (معادل عربی: اکلیل شمالی، معادل لاتین: Corona Borealis، نام اختصاری انگلیسی:CrB) پیکری آسمانی است که در نیم‌کره شمالی دیده می‌شود.
تاج شمالی نیم‌دایره‌ای است که از ستارگان کم‌رنگ تشکیل شده و میان دو ستارهٔ کرکس نشسته و نگهبان شمال قرار دارد.
زمان رسیدن آن به نصف‌النهار ۹ تیر و مساحت آن ۱۷۹ درجه مربع است.

## افسانه
این دایره نیمه تمام از ستارگان قدر سوم و چهارم، در بسیاری از فرهنگ‌ها در سراسر جهان شناخته شده‌است. در اساطیر یونان به عنوان تاج آریادن دختر پادشاه کرت است. در بین بومیان آمریکایی قبیله شاونی، آن را دایره رقص ستارگان باکره می‌دانستند.

## ستاره‌ها
ستاره آلفا به نام گما، گوهر گرانبها یا الفکه، در عربی به معنای «درخشنده‌ترین» است. این ستاره در حقیقت دو تایی گرفتی واقعی می‌باشد. هردو ستاره از لحاظ طیف A0V و G5 V هستند و چنان نزدیک به هم هستند که مجموع آن‌ها به صورت یک ستاره تکی قدر ۲٫۲ و کم نور، در مواقع گرفتگی به نظر می‌آیند. فاصله آن‌ها تا زمین ۷۸ سال نوری است.

## اجرام عمقی آسمان
در این پیکر آسمانی ۴۰۰ کهکشان در قالب یک مجموعه خوشه‌ای قرار دارد ولی هیچ‌کدام پر نورتر از قدر ۱۶ نیستند به همین دلیل در بسیاری از تلسکوپ‌های نوین هم دیده نمی‌شوند.